# NGC 850
NGC 850 ist eine linsenförmige Galaxie vom Hubble-Typ S0/a im Sternbild Walfisch südlich des Himmelsäquators. Sie ist schätzungsweise 366 Millionen Lichtjahre von der Milchstraße entfernt und hat einen Durchmesser von etwa 130.000 Lj.
Das Objekt wurde am 6. Januar 1785 von dem Astronomen William Herschel mithilfe eines 18,7-Zoll-Teleskops entdeckt.